# ديفيدسون أنديه
ديفيدسون أنديه (بالإنجليزية: Davidson Andeh) (مواليد 17 يناير 1958) هو ملاكم نيجيري، مثّل بلاده في الألعاب الأولمبية الصيفية 1976.

## روابط خارجية
ديفيدسون أنديه على موقع بوكس ريك (الإنجليزية) (registration required)
- ديفيدسون أنديه على موقع أوليمبيديا (الإنجليزية)